# 威廉·西格罗夫
威廉·西格罗夫（英語：William Seagrove，1898年7月2日—1980年6月5日），英国男子田径运动员。他曾代表英国参加1920年和1924年夏季奥林匹克运动会田径比赛，获得二枚银牌，均来自男子3000米团体项目。